# John Mitchell Nuttall
John Mitchell Nuttall (Todmorden, condado de Yorkshire del Oeste, Reino Unido, 21 de julio de 1890 - 28 de enero de 1958) fue un físico británico, recordado por su trabajo con el físico alemán Hans Geiger, del que resultó el descubrimiento de la Ley de Geiger-Nuttall de decaimiento radioactivo.

## Semblanza
Nuttall se graduó en la Universidad de Mánchester en 1911 y fue nombrado Lector Asistente de Física en la Universidad de Leeds. Durante la Primera Guerra Mundial sirvió como capitán en el cuerpo de Ingenieros. En 1921 accedió al puesto de Director Asistente de los Laboratorios de Física de la Universidad de Mánchester, donde permaneció hasta 1955.